# 初打席本塁打
初打席本塁打（はつだせきほんるいだ）とは、野球において、打者が公式戦初打席で初本塁打を記録したケースを示す。
以下の記録はNPBは2024年シーズン、MLBは2021年シーズン終了現在。太字は現役選手。

## NPB

### 概要
日本プロ野球（NPB）では66人の選手（うち25人は外国人選手）によって達成されている。この中で通算最多本塁打は稲葉篤紀の261本である。高木守道が日本野球殿堂を唯一果たしており、高木、駒田徳広、稲葉の3人が名球会入りを果たしている。
投手の塩瀬盛道とドン・シュルジーはこの1打席のみで終わったため、通算打率10割・通算長打率40割という歴代のNPBでも2人だけの記録を保持している。
- 塩瀬は1950年5月11日の試合で、5回裏二死までに0-18と大量リードされた試合で敗戦処理という形ながらプロ初登板を果たした。初めて対戦した姫野好治（投手）を三振させ、6回表二死一塁で今度は初の打席に立った。姫野の初球を打ち、右翼席に入る2点本塁打を放った。投打で最高のスタートを切ったが、良かったのはここまで。6回裏に3四球に安打、ボークに重盗でたちまち2点を失い、7回裏は安打と2四球で無死満塁と傷を深めたところで降板。結局11人の打者に対して2安打と5四球と本職では全く機能できず、この試合を最後にその後は登板の機会を与えられぬまま引退した[2][3]。
- シュルジーは1991年5月29日の試合で、2-4とリードされた9回表に出塁したブーマー・ウェルズ（一塁手）の代走に山森雅文、同じく出塁した石嶺和彦（指名打者）の代走に飯塚富司を送ったところ、3点を取って逆転した。5-3で迎えた9回裏は、代走に送った山森を左翼手、飯塚を指名打者解除で一塁手とし、もともと左翼に入っていた佐藤和弘のところに先発長谷川滋利に替えてシュルジーを投手として入れて逃げ切りを図った。しかし、シュルジーは2点を取られて追い付かれてしまい、試合は延長戦に突入した。そのままシュルジーは投げ続け、同点のまま11回表の二死無走者で打席に入ると、赤堀元之の初球スライダーを打つとこれがよもやの決勝本塁打を放った。この本塁打はパシフィック・リーグが指名打者制度を導入して初の投手による本塁打でもあった。その裏は投手として三者凡退に抑えて勝利投手に収まった[2]。その後、再び打席に立つ機会は無かった。

この2人を含め、打った66人のうち14人は通算本塁打はその1本で引退している。後藤忠弘と小室光男はその後、安打も各2本ずつしか追加できずに引退した。
ちなみに、長距離打者よりも安打数の割には本塁打が少ない中距離打者の方が初打席初本塁打を打っているというデータがある。

### 達成者一覧

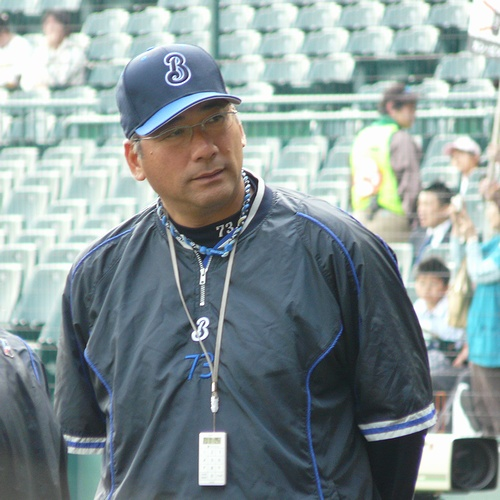
駒田徳広（2009年）

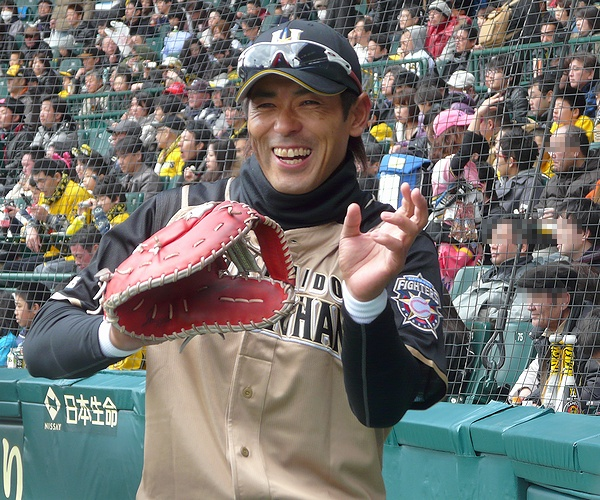
稲葉篤紀（2012年）

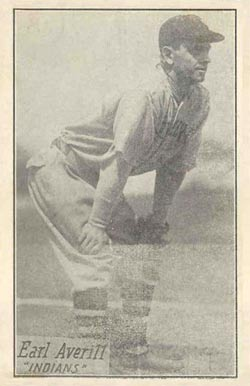
アール・アベリル（1928年）

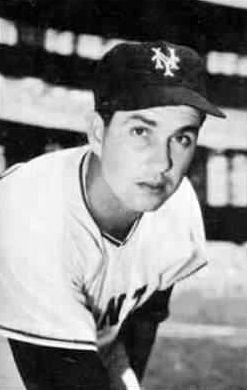
ホイト・ウィルヘルム（1953年）

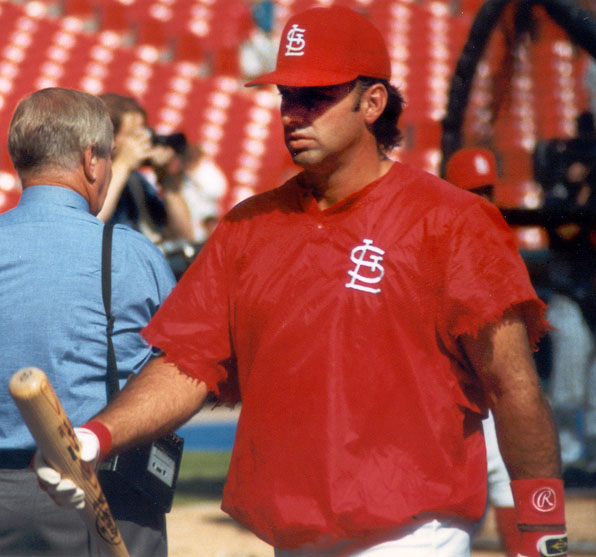
ゲイリー・ガイエティ（1996年）

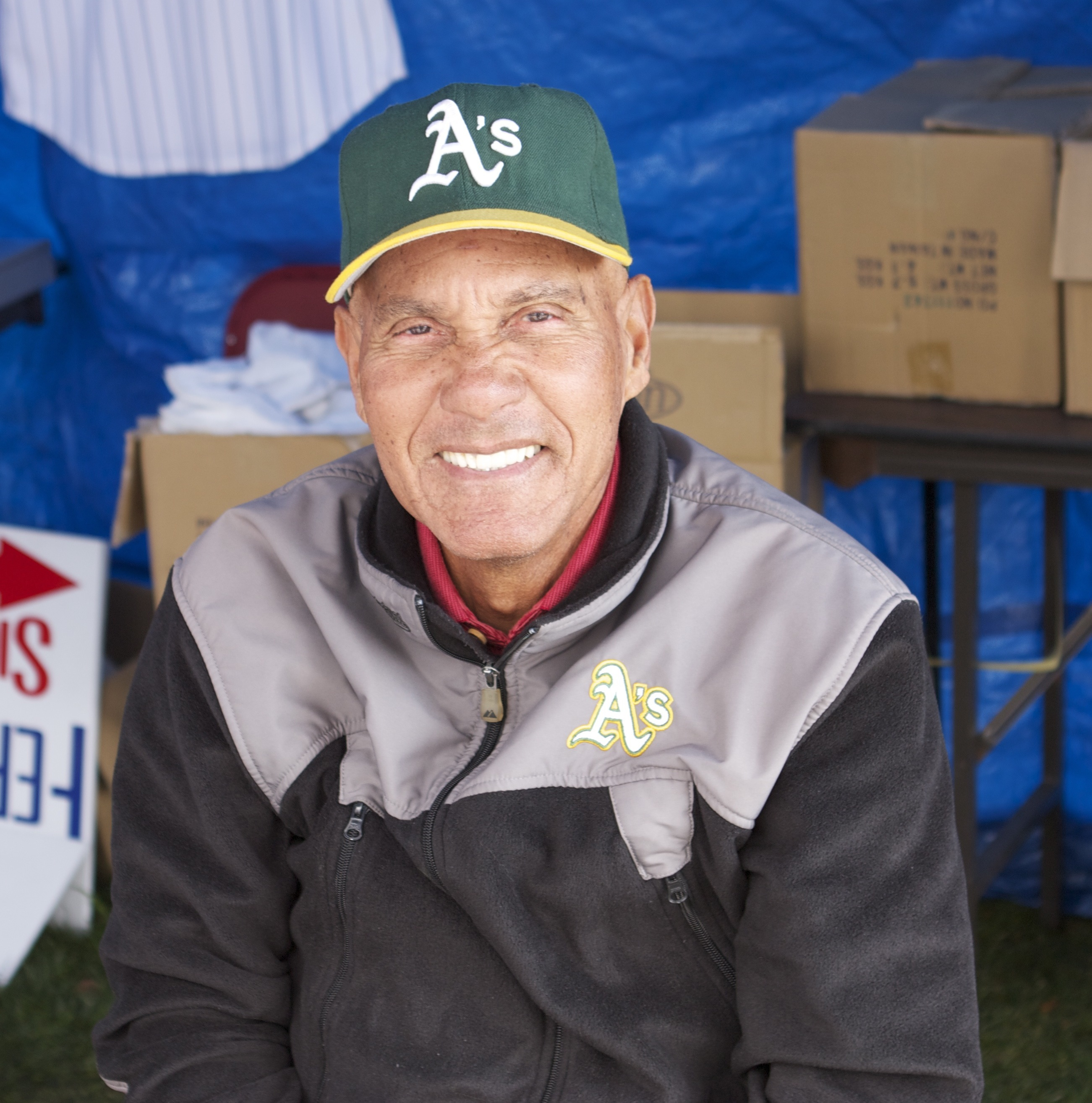
バート・キャンパネリス（2012年）

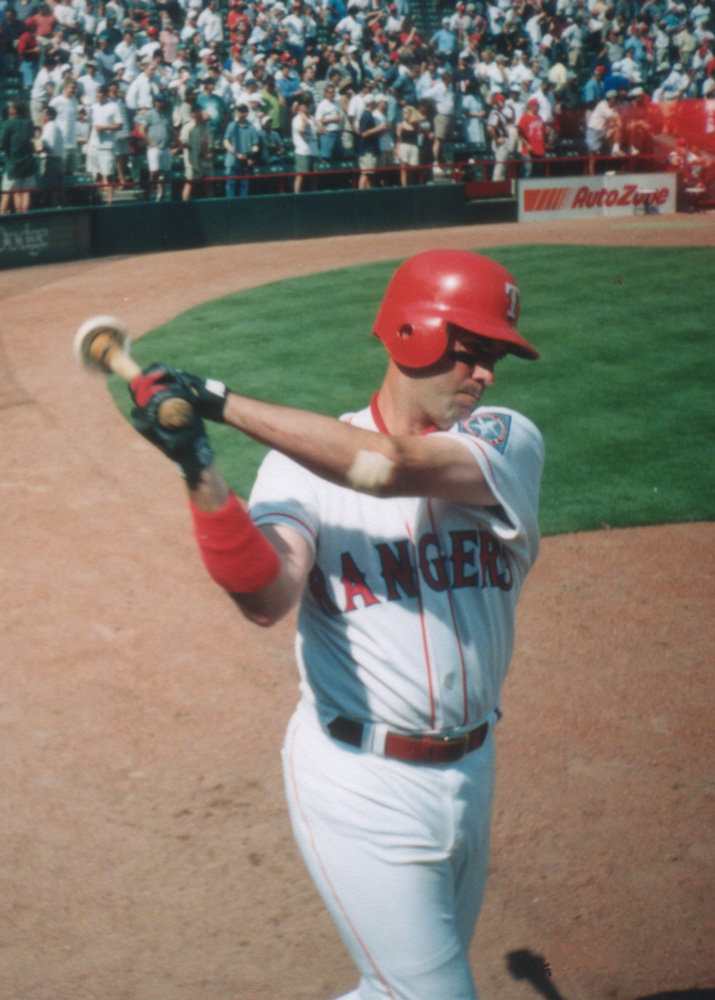
ウィル・クラーク（1997年）

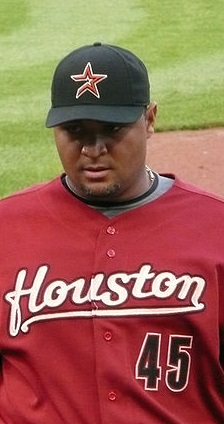
カルロス・リー（2009年）

|  | = NPBオールスターゲーム選出 |  | = 日本野球殿堂、または名球会選出 |

| 達成 人数 | 達成者                   | 達成年月日    | 所属球団     | 通算 本塁打数 | 対戦球団     | 相手投手               | 備考                                                |
| --------- | ------------------------ | ------------- | ------------ | ------------- | ------------ | ---------------------- | --------------------------------------------------- |
| 1         | 金光彬夫                 | 1944年4月22日 | 朝日         | 2本           | 巨人         | 藤本英雄               | 代打本塁打、戦前・1リーグ時代唯一                   |
| 2         | 戸倉勝城                 | 1950年3月11日 | 毎日         | 75本          | 西鉄         | 木下勇                 | 開幕戦、パシフィック・リーグ第1号                   |
| 3         | 塩瀬盛道                 | 1950年5月11日 | 東急         | 1本           | 大映         | 姫野好治               | 投手、初球本塁打、唯一の打席                        |
| 4         | 高木守道                 | 1960年5月7日  | 中日         | 236本         | 大洋         | 宮本和佳               |                                                     |
| 5         | ケント・ハドリ           | 1962年5月1日  | 南海         | 131本         | 西鉄         | 中島淳一               |                                                     |
| 6         | 後藤忠弘                 | 1962年8月21日 | 近鉄         | 1本           | 大毎         | フランク・マニー       |                                                     |
| 7         | 相川進                   | 1966年9月28日 | 中日         | 17本          | サンケイ     | 石戸四六               | 代打本塁打                                          |
| 8         | ディック・スチュアート   | 1967年4月19日 | 大洋         | 49本          | 阪神         | 江夏豊                 |                                                     |
| 9         | 小室光男                 | 1968年8月21日 | 西鉄         | 1本           | 近鉄         | 加藤英夫               | 初球、代打本塁打                                    |
| 10        | 山村善則                 | 1975年5月30日 | 太平洋       | 70本          | ロッテ       | 木樽正明               | 代打本塁打、2打席目も本塁打                         |
| 11        | ラファエル・バチスタ     | 1975年6月3日  | ロッテ       | 3本           | 南海         | 江本孟紀               |                                                     |
| 12        | ボビー・ミッチェル       | 1976年4月27日 | 日本ハム     | 113本         | 近鉄         | 神部年男               | オールスター初打席も本塁打                          |
| 13        | 中井康之                 | 1979年4月11日 | 巨人         | 3本           | 阪神         | 山本和行               | 代打本塁打                                          |
| 14        | 香川伸行                 | 1980年4月8日  | 南海         | 78本          | 近鉄         | 井本隆                 |                                                     |
| 15        | アイク・ハンプトン       | 1981年6月5日  | 近鉄         | 15本          | 日本ハム     | 高橋正巳               |                                                     |
| 16        | 駒田徳広                 | 1983年4月10日 | 巨人         | 195本         | 大洋         | 右田一彦               | 満塁本塁打                                          |
| 17        | 森厚三                   | 1984年5月30日 | 広島         | 1本           | ヤクルト     | 荒木大輔               | 投手、初球本塁打                                    |
| 18        | 阿部慶二                 | 1984年8月8日  | 広島         | 1本           | 巨人         | 槙原寛己               | 代打本塁打                                          |
| 19        | 村上信一                 | 1984年8月9日  | 阪急         | 18本          | 南海         | 加藤伸一               | 代打本塁打、2打席目も代打本塁打                     |
| 20        | 青島健太                 | 1985年5月11日 | ヤクルト     | 2本           | 阪神         | 工藤一彦               | 代打本塁打                                          |
| 21        | 米村明                   | 1986年8月23日 | 中日         | 1本           | ヤクルト     | 阿井英二郎             | 投手                                                |
| 22        | ダグ・デシンセイ         | 1988年4月8日  | ヤクルト     | 19本          | 巨人         | 桑田真澄               | 開幕戦、東京ドーム公式戦第1号                       |
| 23        | マイク・イースラー       | 1988年5月19日 | 日本ハム     | 26本          | ロッテ       | 小川博                 |                                                     |
| 24        | 呂明賜                   | 1988年6月14日 | 巨人         | 18本          | ヤクルト     | ボブ・ギブソン         |                                                     |
| 25        | 広永益隆                 | 1989年4月8日  | ダイエー     | 34本          | 日本ハム     | 西崎幸広               | 開幕戦、代打本塁打、福岡ダイエーホークス公式戦第1号 |
| 26        | ベニー・ディステファーノ | 1990年4月7日  | 中日         | 5本           | 大洋         | 中山裕章               | 開幕戦                                              |
| 27        | 林博康                   | 1990年6月29日 | ロッテ       | 5本           | ダイエー     | 井上祐二               | 代打本塁打                                          |
| 28        | 佐伯秀喜                 | 1990年9月24日 | 西武         | 1本           | 日本ハム     | 松浦宏明               |                                                     |
| 29        | フィル・ブラッドリー     | 1991年4月6日  | 巨人         | 21本          | 中日         | 小松辰雄               | 開幕戦                                              |
| 30        | 森田幸一                 | 1991年4月10日 | 中日         | 2本           | 広島         | 秋村謙宏               | 投手                                                |
| 31        | ドン・シュルジー         | 1991年5月29日 | オリックス   | 1本           | 近鉄         | 赤堀元之               | 投手、初球本塁打、唯一の打席                        |
| 32        | マイク・マーシャル       | 1992年4月4日  | 日本ハム     | 9本           | 西武         | 工藤公康               | 開幕戦                                              |
| 33        | ケビン・ミッチェル       | 1995年4月1日  | ダイエー     | 8本           | 西武         | 郭泰源                 | 開幕戦、満塁本塁打                                  |
| 34        | 稲葉篤紀                 | 1995年6月21日 | ヤクルト     | 261本         | 広島         | 紀藤真琴               |                                                     |
| 35        | 出口雄大                 | 1995年9月19日 | 巨人         | 13本          | 中日         | 今中慎二               |                                                     |
| 36        | 小野公誠                 | 1997年7月20日 | ヤクルト     | 16本          | 巨人         | 三沢興一               | 現役最終打席も本塁打                                |
| 37        | 福留宏紀                 | 1997年9月15日 | オリックス   | 6本           | 西武         | 竹下潤                 | 初球本塁打                                          |
| 38        | フランク・ボーリック     | 1999年4月14日 | ロッテ       | 92本          | オリックス   | 徳元敏                 |                                                     |
| 39        | コーリー・ポール         | 1999年6月25日 | 西武         | 16本          | ダイエー     | 永井智浩               |                                                     |
| 40        | 広池浩司                 | 1999年9月29日 | 広島         | 1本           | 阪神         | 部坂俊之               | 投手                                                |
| 41        | ジョナサン・ナナリー     | 2000年6月28日 | オリックス   | 5本           | 近鉄         | 前川勝彦               | MLB初打席も本塁打                                   |
| 42        | ショーゴー               | 2001年5月1日  | 中日         | 5本           | 巨人         | 野村空生               | 初球本塁打                                          |
| 43        | 塀内久雄                 | 2002年4月8日  | ロッテ       | 9本           | 日本ハム     | クリス・シールバック   |                                                     |
| 44        | 野口祥順                 | 2002年9月13日 | ヤクルト     | 8本           | 横浜         | 千葉英貴               |                                                     |
| 45        | ホセ・オーティズ         | 2003年3月28日 | オリックス   | 135本         | 近鉄         | ジェレミー・パウエル   | 開幕戦、ソフトバンク移籍後の初打席でも本塁打        |
| 46        | 比嘉寿光                 | 2005年9月19日 | 広島         | 1本           | 横浜         | マイク・ホルツ         | 代打本塁打                                          |
| 47        | 加治前竜一               | 2008年6月6日  | 巨人         | 2本           | ロッテ       | 川崎雄介               | サヨナラ本塁打                                      |
| 48        | トニ・ブランコ           | 2009年4月3日  | 中日         | 181本         | 横浜         | 三浦大輔               | 開幕戦                                              |
| 49        | 福田永将                 | 2009年7月7日  | 中日         | 84本          | ヤクルト     | 押本健彦               |                                                     |
| 50        | スティーブン・ランドルフ | 2009年8月16日 | 横浜         | 1本           | 広島         | 小松剛                 | 投手                                                |
| 51        | 森田一成                 | 2011年7月26日 | 阪神         | 1本           | 中日         | マキシモ・ネルソン     | 代打本塁打、育成選手経験者初                        |
| 52        | ライアン・マルハーン     | 2011年8月5日  | 西武         | 1本           | ソフトバンク | 岩嵜翔                 |                                                     |
| 53        | ホセ・ロペス             | 2013年3月29日 | 巨人         | 198本         | 広島         | ブライアン・バリントン | 開幕戦                                              |
| 54        | 加藤翔平                 | 2013年5月12日 | ロッテ       | 16本          | 楽天         | 永井怜                 | 初球本塁打、中日移籍後の初打席でも初球本塁打        |
| 55        | 西浦直亨                 | 2014年3月28日 | ヤクルト     | 38本          | DeNA         | 三嶋一輝               | 開幕戦、初球本塁打                                  |
| 56        | エルネスト・メヒア       | 2014年5月15日 | 西武         | 142本         | 日本ハム     | 上沢直之               |                                                     |
| 57        | 乙坂智                   | 2014年5月31日 | DeNA         | 10本          | ロッテ       | 益田直也               | 代打本塁打                                          |
| 58        | フェリックス・ペレス     | 2016年7月12日 | 楽天         | 5本           | 西武         | フェリペ・ポーリーノ   |                                                     |
| 59        | 廣岡大志                 | 2016年9月29日 | ヤクルト     | (現役)        | DeNA         | 三浦大輔               | 三浦の引退試合                                      |
| 60        | サビエル・バティスタ     | 2017年6月3日  | 広島         | 62本          | ロッテ       | 松永昂大               | 代打本塁打、2打席目も代打本塁打                     |
| 61        | 細川成也                 | 2017年10月3日 | DeNA         | (現役)        | 中日         | 笠原祥太郎             | 翌日も本塁打                                        |
| 62        | ホルヘ・マルティネス     | 2018年7月27日 | 巨人         | 2本           | 中日         | 山井大介               | 山口俊のノーヒットノーランの試合                    |
| 63        | 山本祐大                 | 2018年8月19日 | DeNA         | (現役)        | 広島         | 飯田哲矢               | 代打本塁打（過去に守備としての出場はあり）          |
| 64        | 村上宗隆                 | 2018年9月16日 | ヤクルト     | (現役)        | 広島         | 岡田明丈               |                                                     |
| 65        | オスカー・コラス         | 2019年8月18日 | ソフトバンク | 1本           | 西武         | 十亀剣                 | 初球本塁打                                          |
| 66        | 大下誠一郎               | 2020年9月15日 | オリックス   | (現役)        | 楽天         | 辛島航                 | 育成ドラフト入団選手初                              |
| 67        | 来田涼斗                 | 2021年7月13日 | オリックス   | (現役)        | 日本ハム     | 池田隆英               | 初球本塁打（高卒新人では初）                        |

## MLB

### 概要
メジャーリーグベースボール (MLB) では以下の119人の選手によって達成されている。投手でアメリカ野球殿堂入りを果たしたホイト・ウィルヘルムや、後年にNFLで活躍してプロフットボール殿堂入りを果たしたエース・パーカーも含まれている。野手でアメリカ野球殿堂入りを果たしているのはアール・アベリルのみである。
また、ブルックリン・ドジャースのアーニー・コーイとフィラデルフィア・フィリーズのヘイニー・ミューラーは1938年4月19日の同じ試合でこの記録を達成している。ジョン・ミラーは通算2本塁打であるが、その2本は初打席と最終打席で記録している。

### 達成者一覧
|  | = MLBオールスターゲーム選出 |  | = アメリカ野球殿堂選出 |

| 達成 人数 | 達成者                     | 達成 年月日   | 所属球団             | 通算 本塁打数 | 対戦球団             | 備考                            |
| --------- | -------------------------- | ------------- | -------------------- | ------------- | -------------------- | ------------------------------- |
| 1         | ジョー・ハリントン         | 1895年9月10日 | ビーンイーターズ     | 3本           | ブラウンズ           | MLB初                           |
| 2         | ビル・ダッグルビー         | 1898年4月21日 | フィリーズ           | 6本           | ジャイアンツ         | 投手、満塁本塁打                |
| 3         | ジョニー・ベイツ           | 1906年4月12日 | ビーンイーターズ     | 25本          | スーパーバス         | 開幕戦                          |
| 4         | ルーク・スチュワート       | 1921年8月8日  | ブラウンズ           | 1本           | ヤンキース           | アリーグ初、ランニング本塁打    |
| 5         | ウォルター・ミラー         | 1922年5月7日  | パイレーツ           | 2本           | カブス               | 初球本塁打                      |
| 6         | アール・アベリル           | 1929年4月16日 | インディアンス       | 238本         | タイガース           | 開幕戦                          |
| 7         | クライス・ダドリー         | 1929年4月27日 | ロビンス             | 3本           | フィリーズ           | 投手、初球本塁打                |
| 8         | ゴードン・スレイド         | 1930年5月24日 | ロビンス             | 8本           | ブレーブス           |                                 |
| 9         | エディ・モーガン           | 1936年4月14日 | カージナルス         | 1本           | カブス               | 開幕戦、代打、初球本塁打        |
| 10        | エース・パーカー           | 1937年4月30日 | アスレチックス       | 2本           | レッドソックス       | 代打本塁打                      |
| 11        | ジーン・ハッソン           | 1937年9月9日  | アスレチックス       | 4本           | セネタース           |                                 |
| 12        | アーニー・コーイ           | 1938年4月19日 | ドジャース           | 36本          | フィリーズ           | 開幕戦                          |
| 13        | ヘイニー・ミューラー       | 1938年4月19日 | ドジャース           | 17本          | ロビンス             | 開幕戦                          |
| 14        | ビル・ラフィーバー         | 1938年6月10日 | レッドソックス       | 1本           | ホワイトソックス     | 投手、初球本塁打                |
| 15        | クライド・ボルマー         | 1942年5月31日 | レッズ               | 69本          | パイレーツ           | 初球本塁打                      |
| 16        | ポール・ギレスピー         | 1942年9月11日 | カブス               | 6本           | ジャイアンツ         |                                 |
| 17        | バディ・カー               | 1943年9月8日  | ジャイアンツ         | 31本          | フィリーズ           |                                 |
| 18        | ハック・ミラー             | 1944年4月23日 | タイガース           | 1本           | インディアンス       |                                 |
| 19        | ホワイティ・ロックマン     | 1945年7月5日  | ジャイアンツ         | 114本         | カージナルス         |                                 |
| 20        | エディ・ペラグリニ         | 1946年4月22日 | レッドソックス       | 20本          | セネタース           |                                 |
| 21        | ダン・バンクヘッド         | 1947年8月26日 | ドジャース           | 1本           | パイレーツ           | 投手                            |
| 22        | ジョージ・ビコ             | 1948年4月20日 | タイガース           | 12本          | ホワイトソックス     | 開幕戦、初球本塁打              |
| 23        | レス・レイトン             | 1948年5月21日 | ジャイアンツ         | 2本           | カブス               | 代打本塁打                      |
| 24        | エド・サニッキ             | 1949年9月14日 | フィリーズ           | 3本           | パイレーツ           |                                 |
| 25        | テッド・タップ             | 1950年9月14日 | レッズ               | 5本           | ドジャース           | 代打本塁打                      |
| 26        | ボブ・ニーマン             | 1951年9月14日 | ブラウンズ           | 125本         | レッドソックス       | 2打席目も本塁打                 |
| 27        | ホイト・ウィルヘルム       | 1952年4月23日 | ジャイアンツ         | 1本           | ドジャース           | 投手                            |
| 28        | ウォーリー・ムーン         | 1954年4月13日 | カージナルス         | 142本         | カブス               | 開幕戦                          |
| 29        | チャック・タナー           | 1955年4月12日 | ブルワーズ           | 21本          | レッドレッグス       | 開幕戦、初球、代打本塁打        |
| 30        | ビル・ホワイト             | 1956年5月7日  | ジャイアンツ         | 202本         | カージナルス         |                                 |
| 31        | フランク・アルナガ         | 1957年5月24日 | カブス               | 2本           | ブレーブス           |                                 |
| 32        | ドン・レパート             | 1961年6月18日 | パイレーツ           | 15本          | カージナルス         |                                 |
| 33        | キューノ・バラガン         | 1961年9月1日  | カブス               | 1本           | ジャイアンツ         |                                 |
| 34        | ボブ・ティルマン           | 1962年5月19日 | レッドソックス       | 79本          | エンゼルス           |                                 |
| 35        | ジョン・ケネディ           | 1962年9月5日  | セネタース           | 63本          | ツインズ             | 代打本塁打                      |
| 36        | バスター・ナラム           | 1963年5月5日  | オリオールズ         | 3本           | タイガース           | 投手                            |
| 37        | ゲイツ・ブラウン           | 1963年6月19日 | タイガース           | 84本          | レッドソックス       | 代打本塁打                      |
| 38        | バート・キャンパネリス     | 1964年7月23日 | アスレチックス       | 79本          | ツインズ             | 初球本塁打、4打席目も本塁打     |
| 39        | ビル・ロマン               | 1964年9月30日 | タイガース           | 1本           | ヤンキース           | 代打本塁打                      |
| 40        | ブラント・アライヤー       | 1965年9月12日 | セネタース           | 38本          | エンゼルス           | 初球、代打本塁打                |
| 41        | ジョン・ミラー             | 1966年9月11日 | ヤンキース           | 2本           | レッドソックス       | MLB最終打席も本塁打             |
| 42        | リック・レニック           | 1968年7月11日 | ツインズ             | 20本          | タイガース           |                                 |
| 43        | ジョー・キーオ             | 1968年8月7日  | アスレチックス       | 9本           | ヤンキース           | 代打本塁打                      |
| 44        | ジーン・ラモント           | 1970年9月2日  | タイガース           | 4本           | レッドソックス       |                                 |
| 45        | ドン・ローズ               | 1972年5月24日 | エンゼルス           | 1本           | アスレチックス       | 投手、初球本塁打                |
| 46        | ベニー・アヤラ             | 1974年8月27日 | メッツ               | 38本          | アストロズ           |                                 |
| 47        | レジー・サンダース         | 1974年9月1日  | タイガース           | 3本           | アスレチックス       |                                 |
| 48        | ジョン・モンテフュスコ     | 1974年9月3日  | ジャイアンツ         | 4本           | ドジャース           | 投手                            |
| 49        | ホセ・ソーサ               | 1975年7月30日 | アストロズ           | 1本           | パドレス             | 投手                            |
| 50        | デーブ・マッケイ           | 1975年8月22日 | ツインズ             | 21本          | タイガース           |                                 |
| 51        | ジョニー・レマスター       | 1975年9月2日  | ジャイアンツ         | 22本          | ドジャース           | ランニング本塁打                |
| 52        | アル・ウッズ               | 1977年4月7日  | ブルージェイズ       | 35本          | ホワイトソックス     | 開幕戦、初球本塁打              |
| 53        | デーブ・マケメル           | 1978年6月21日 | エンゼルス           | 1本           | ツインズ             |                                 |
| 54        | ティム・ウォーラック       | 1980年9月6日  | エクスポズ           | 260本         | ジャイアンツ         |                                 |
| 55        | ゲイリー・ガイエティ       | 1981年9月20日 | ツインズ             | 360本         | レンジャーズ         |                                 |
| 56        | カルメロ・マルティネス     | 1983年8月22日 | カブス               | 108本         | レッズ               |                                 |
| 57        | マイク・フィッツジェラルド | 1983年9月13日 | メッツ               | 48本          | フィリーズ           |                                 |
| 58        | アンドレ・デビッド         | 1984年6月29日 | ツインズ             | 1本           | タイガース           |                                 |
| 59        | ウィル・クラーク           | 1986年4月8日  | ジャイアンツ         | 284本         | アストロズ           | 開幕戦                          |
| 60        | テリー・スタインバック     | 1986年9月12日 | アスレチックス       | 162本         | インディアンス       | オールスター初打席も本塁打      |
| 61        | ジェイ・ベル               | 1986年9月29日 | インディアンス       | 195本         | ツインズ             | 初球本塁打                      |
| 62        | リッキー・ジョーダン       | 1988年7月17日 | フィリーズ           | 55本          | アストロズ           |                                 |
| 63        | ジュニオール・フェリックス | 1989年5月4日  | ブルージェイズ       | 55本          | アスレチックス       | 初球本塁打                      |
| 64        | ホセ・オファーマン         | 1990年8月19日 | ドジャース           | 53本          | エクスポズ           |                                 |
| 65        | デーブ・アイランド         | 1992年4月10日 | パドレス             | 1本           | ドジャース           | 投手                            |
| 66        | ジム・ブリンジャー         | 1992年6月8日  | カブス               | 4本           | カージナルス         | 投手、初球本塁打                |
| 67        | ジェイ・ゲイナー           | 1993年5月14日 | ロッキーズ           | 3本           | レッズ               | 初球本塁打                      |
| 68        | ミッチ・ライデン           | 1993年6月16日 | マーリンズ           | 1本           | カブズ               |                                 |
| 69        | ゲイリー・イングラム       | 1994年5月19日 | ドジャース           | 3本           | ロッキーズ           | 代打本塁打                      |
| 70        | ジョナサン・ナナリー       | 1995年4月29日 | ロイヤルズ           | 42本          | ヤンキース           | NPB初打席も本塁打               |
| 71        | ジャーメイン・ダイ         | 1996年5月17日 | ブレーブス           | 325本         | レッズ               |                                 |
| 72        | ダスティン・ハーマンソン   | 1997年4月16日 | エクスポズ           | 2本           | アストロズ           | 投手                            |
| 73        | ブラッド・フルマー         | 1997年9月2日  | エクスポズ           | 114本         | レッドソックス       | 代打本塁打                      |
| 74        | マーロン・アンダーソン     | 1998年9月8日  | フィリーズ           | 63本          | メッツ               | 代打本塁打                      |
| 75        | カルロス・リー             | 1999年5月7日  | ホワイトソックス     | 358本         | アスレチックス       |                                 |
| 76        | ギレルモ・モタ             | 1999年6月9日  | エクスポズ           | 2本           | レッドソックス       | 投手                            |
| 77        | エステバン・ジャン         | 2000年6月4日  | デビルレイズ         | 1本           | メッツ               | 投手、初球本塁打                |
| 78        | アレックス・カブレラ       | 2000年6月26日 | ダイヤモンドバックス | 5本           | アストロズ           | 代打本塁打                      |
| 79        | キース・マクドナルド       | 2000年7月4日  | カージナルス         | 3本           | レッズ               | 代打本塁打、2打席目も本塁打     |
| 80        | クリス・リチャード         | 2000年7月17日 | カージナルス         | 34本          | ツインズ             | 初球本塁打                      |
| 81        | ジーン・ステッチシュルティ | 2001年4月17日 | カージナルス         | 1本           | ダイヤモンドバックス | 投手、初球、代打本塁打          |
| 82        | マーカス・テイムズ         | 2002年6月10日 | ヤンキース           | 115本         | ダイヤモンドバックス | 初球本塁打                      |
| 83        | ミゲル・オリーボ           | 2002年9月15日 | ホワイトソックス     | 145本         | ヤンキース           |                                 |
| 84        | デーブ・マトランガ         | 2003年6月27日 | アストロズ           | 1本           | レンジャーズ         | 代打本塁打                      |
| 85        | 松井稼頭央                 | 2004年4月6日  | メッツ               | 32本          | ブレーブス           | 開幕戦、初球本塁打              |
| 86        | ヘクター・ルナ             | 2004年4月8日  | カージナルス         | 15本          | ブルワーズ           |                                 |
| 87        | グレッグ・ダブス           | 2004年9月8日  | マリナーズ           | 46本          | インディアンス       | 代打本塁打                      |
| 88        | アンディ・フィリップス     | 2004年9月26日 | ヤンキース           | 14本          | レッドソックス       | 初球、代打本塁打                |
| 89        | マイク・ジェイコブス       | 2005年8月21日 | メッツ               | 100本         | ナショナルズ         | 代打本塁打                      |
| 90        | ジェレミー・ハーミッダ     | 2005年8月31日 | マーリンズ           | 65本          | カージナルス         | 満塁、代打本塁打                |
| 91        | マイク・ナポリ             | 2006年5月4日  | エンゼルス           | 267本         | タイガース           |                                 |
| 92        | アダム・ウェインライト     | 2006年5月24日 | カージナルス         | 10本          | ジャイアンツ         | 投手、初球本塁打                |
| 93        | ケビン・クーズマノフ       | 2006年9月2日  | インディアンス       | 85本          | レンジャーズ         | 初球、満塁本塁打                |
| 94        | チャールトン・ジマーソン   | 2006年9月4日  | アストロズ           | 2本           | フィリーズ           | 初球、代打本塁打                |
| 95        | ジョシュ・フィールズ       | 2006年9月18日 | ホワイトソックス     | 34本          | タイガース           | 代打本塁打                      |
| 96        | イライジャ・デュークス     | 2007年4月2日  | デビルレイズ         | 31本          | ヤンキース           | 開幕戦                          |
| 97        | マーク・ウォーレル         | 2008年6月5日  | カージナルス         | 1本           | ナショナルズ         | 投手                            |
| 98        | ルー・モンタネス           | 2008年8月6日  | オリオールズ         | 5本           | エンゼルス           |                                 |
| 99        | マーク・サッコマーノ       | 2008年9月8日  | アストロズ           | 1本           | パイレーツ           | 初球、代打本塁打                |
| 100       | ジョーダン・シェーファー   | 2009年4月5日  | ブレーブス           | 12本          | フィリーズ           | 開幕戦                          |
| 101       | ジェラルド・パーラ         | 2009年5月13日 | ダイヤモンドバックス | 90本          | レッズ               |                                 |
| 102       | ジョン・ヘスター           | 2009年8月28日 | ダイヤモンドバックス | 6本           | アストロズ           | 代打本塁打                      |
| 103       | ジェイソン・ヘイワード     | 2010年4月5日  | ブレーブス           | 158本         | カブス               | 開幕戦                          |
| 104       | ルーク・ヒューズ           | 2010年4月28日 | ツインズ             | 8本           | タイガース           |                                 |
| 105       | スターリン・カストロ       | 2010年5月7日  | カブス               | 138本         | レッズ               |                                 |
| 106       | ダニエル・ナバ             | 2010年6月12日 | レッドソックス       | 29本          | フィリーズ           | 初球、満塁本塁打                |
| 107       | J・P・アレンシビア         | 2010年8月7日  | ブルージェイズ       | 80本          | レイズ               | 初球本塁打、4打席目も本塁打     |
| 108       | ブランドン・ガイヤー       | 2011年5月6日  | レイズ               | 32本          | オリオールズ         |                                 |
| 109       | トミー・ミローン           | 2011年9月3日  | ナショナルズ         | 1本           | メッツ               | 投手、初球本塁打                |
| 110       | ブレット・ピル             | 2011年9月6日  | ジャイアンツ         | 9本           | パドレス             |                                 |
| 111       | スターリング・マルテ       | 2012年7月26日 | パイレーツ           | 126本         | アストロズ           | 初球本塁打                      |
| 112       | エディ・ロドリゲス         | 2012年8月2日  | パドレス             | 1本           | レッズ               |                                 |
| 113       | ジュリクソン・プロファー   | 2012年9月2日  | レンジャーズ         | 63本          | インディアンス       |                                 |
| 114       | ホルヘ・ソレア             | 2014年8月27日 | カブス               | 121本         | レッズ               |                                 |
| 115       | エディ・ロサリオ           | 2015年5月6日  | ツインズ             | 133本         | アスレチックス       | 初球本塁打                      |
| 116       | ダニエル・ノリス           | 2015年8月19日 | タイガース           | 1本           | カブス               | 投手                            |
| 117       | ウィルソン・コントレラス   | 2016年6月19日 | カブス               | 95本          | パイレーツ           | 初球、代打本塁打                |
| 118       | タイラー・オースティン     | 2016年8月13日 | ヤンキース           | 33本          | レイズ               |                                 |
| 119       | アーロン・ジャッジ         | 2016年8月13日 | ヤンキース           | 158本         | レイズ               | 上記のオースティンとの2者連続弾 |
| 120       | ポール・デヨング           | 2017年5月28日 | カージナルス         | 96本          | ロッキーズ           |                                 |
| 121       | レーン・トーマス           | 2019年4月19日 | カージナルス         | 12本          | メッツ               | 代打本塁打                      |
| 122       | ザック・コリンズ           | 2019年6月21日 | ホワイトソックス     | 7本           | レンジャーズ         |                                 |
| 123       | タイラー・スティーブンソン | 2020年7月27日 | レッズ               | 12本          | カブス               |                                 |
| 124       | キーバート・ルイーズ       | 2020年8月16日 | ドジャース           | 4本           | エンゼルス           |                                 |
| 125       | セルジオ・アルカンタラ     | 2020年9月6日  | タイガース           | 6本           | ツインズ             |                                 |
| 126       | アキル・バドゥー           | 2021年4月4日  | タイガース           | 13本          | インディアンス       | 開幕戦、初球本塁打              |
| 127       | セス・ビアー               | 2021年9月10日 | ダイヤモンドバックス | 1本           | マリナーズ           | 代打本塁打                      |